# サタあはっ!
『サタあはっ!』は、2010年4月3日から2011年3月26日まで名古屋テレビ（メ〜テレ）で放送された情報番組。全50回。放送時間は毎週土曜 10:55 - 11:45 (JST) 。

## 概要
前番組『WAYAYAあはっ!』の後継番組で、前番組と同様に東海3県各地のレジャーやグルメのリポートを主体としていた。
レギュラー陣は殆どが前番組からの継続出演者であるが、リポーター勢は改題リニューアルを機に何人かが降板した。また、司会も前番組の高山トモヒロに替わって佐藤倫子が務めるようになったが、高山は番組を降りることなくレギュラーで出演し続けていた。スタジオからの生放送という点はそれまでの前身番組群と同じで、『WAYAYA丼』の末期から可能になった携帯サイトからの視聴者プレゼント応募受付も引き続き実施していた。応募受付時間も同様に番組スタートから終了後15分までの間だった。

## 出演者

### 司会
- 佐藤倫子（当時メ〜テレアナウンサー）

### レギュラー
- 高山トモヒロ（ケツカッチン）
- 堂野浩久（メ〜テレアナウンサー）
- 村中智絵（当時メ〜テレアナウンサー）
- 澤田恭兵

### リポーター
- 井上裕衣（メ〜テレアナウンサー）
- 齋藤彰俊
- 奥ゆり
- ほか

## 主な放送内容
料理の達人への道
佐藤と井上が料理作りに挑戦していたコーナー。
堂野もかじりつき
堂野がその他のレギュラー陣とともに東海3県各地の美味しい食材を求めて旅する模様を放送していたコーナー。放送末期に3回だけ実施して終了。
智絵のココに行きたい!
村中がその他のレギュラー陣とともに東海3県各地の施設や飲食店などをリポートしていたコーナー。回によっては滋賀県や大阪府、長野県や福井県にまで足を伸ばすこともあった。
恭兵のイケてるグルメ
澤田がその他のレギュラー陣とともに東海3県各地の飲食店をリポートしていたコーナー。
グルメレスラー齋藤彰俊の極上おとりよせ
『WAYAYAあはっ!』時代と同様に、齋藤が旅の中で見つけた美味しい食材を視聴者に提供していたコーナー。